# Hotel VIP
Hotel VIP es un programa de telerrealidad mexicano emitido por Canal 5, en el que celebridades se someten a un encierro de Cuatro Meses en un hotel sin acceso al exterior. El programa es la versión mexicana del programa argentino El hotel de los famosos.
Está presentado por Karina Banda y Roberto Palazuelos, y cuenta con la participación de 17 famosos.

## Formato
Dieciséis participantes permanecerán aislados del exterior en un hotel, especialmente diseñado para un reality, con todas las comodidades. Cuatro meses de convivencia y competencia, una eliminación semanal y un solo ganador que se llevará el gran premio final.
Además de los propios concursantes, el formato contó con varios anfitriones en diferentes posiciones, entre los que se encuentran:
- Gabriel Oliveri, gerente del Hotel VIP, responsable de garantizar un servicio 5 estrellas y que revisará que las habitaciones estén impecables, los baños limpios, las comidas a tiempo, todo bien hecho y el personal siempre con la mejor sonrisa.

- Diego Di Marco, entrenador de convivencia. Es un reconocido entrenador de bienestar con mucha experiencia en el manejo de grupo. Propondrá juegos y dinámicas de grupo con el fin de resolver los conflictos que genere la convivencia.
- Fernando Stovell, chef del Hotel VIP. El chef comandará la preparación de los mejores platillos y los menús más sofisticados.
- Luis «El Potro» Caballero y Mariana Echeverría, coconductores. A lo largo del programa habrá segmentos en vivo donde los coconductores estarán acompañados de panelistas que comentarán todo lo que sucede en el reality.
- José Figueroa, host digital de UniMás en Estados Unidos. Es el encargado de llevar contenido adicional en las redes sociales del Hotel VIP en EEUU, que es transmitido por Univisión.

## Participantes
| Pos. | Nombre                                            | Edad | Estado                                   | Resultado anterior              | Nom.    | Tiempo  |
| ---- | ------------------------------------------------- | ---- | ---------------------------------------- | ------------------------------- | ------- | ------- |
| 1.º  | Luis "Jawy" Méndez Cantante e influencer          | 34   | Ganador                                  |                                 | 0       | 84 días |
| 2.ª  | Stephanie "Tefi" Valenzuela Cantante              | 33   | Segunda finalista                        | 1                               | 84 días |         |
| 3.ª  | Ligia Uriarte Actriz                              | 32   | Tercera finalista                        | 1                               | 84 días |         |
| 4.º  | Nicolás "Colate" Vallejo-Nágera Empresario        | 51   | Cuarto finalista                         | 1                               | 84 días |         |
| 5.º  | Pee Wee Cantante y actor                          | 34   | 11.º eliminado                           | 1                               | 77 días |         |
| 6.º  | Silverio Rocchi Exfutbolista                      | 35   | 10.º eliminado                           | 1                               | 70 días |         |
| 7.º  | Araceli "Gomita" Ordaz YouTuber                   | 28   | 9.ª eliminada                            | 0                               | 63 días |         |
| 8.º  | Fer Sagreeb Presentador y modelo                  | 34   | 8.º eliminado En duelo con Silverio      | 4                               | 56 días |         |
| 9.os | Jorge "Burro" van Rankin Actor y locutor          | 60   | 7.os eliminados En duelo con Ligia y Fer | Abandona Por motivos personales | 1       | 22 días |
| 9.os | Martha Figueroa Conductora y periodista           | 56   | 7.os eliminados En duelo con Ligia y Fer |                                 | 2       | 49 días |
| 10.ª | Vielka Valenzuela Presentadora, actriz y exmodelo | 50   | 6.ª eliminada En duelo con Fer           | 1                               | 42 días |         |
| 11.ª | Manola Díez Actriz                                | 49   | 5.ª eliminada En duelo con Martha        | 1                               | 35 días |         |
| 12.º | Carlos "El Chevo" López Comediante                | 42   | 4.º eliminado En duelo con Pee Wee       | 1                               | 28 días |         |
| 13.ª | Natália Subtil Modelo, actriz y cantante          | 35   | 3.ª eliminada En duelo con Colate        | 1                               | 21 días |         |
| 14.º | Roberto Tello Actor                               | 54   | Retirado Por lesión                      | 0                               | 20 días |         |
| 15.º | Christian Estrada “El Sina” Modelo                | 34   | 2.º eliminado En duelo con Tefi          | 1                               | 14 días |         |
| 16.ª | Mariana Ávila Actriz                              | 44   | 1.ª eliminada En duelo con Fer           | 1                               | 7 días  |         |

## Distribución de equipos
A continuación, se encuentra una tabla, la cual indica cómo fueron conformados los equipos semana tras semana:
| Equipo    | Semana    | Semana    | Semana   | Semana   | Semana   | Semana   | Semana   | Semana   | Semana   |
| Equipo    | 1         | 2         | 3        | 4        | 5        | 5        | 6        | 7        | 8        |
| --------- | --------- | --------- | -------- | -------- | -------- | -------- | -------- | -------- | -------- |
| Huéspedes | Chevo     | Chevo     | Chevo    | Silverio | Pee Wee  | Pee Wee  | Gomita   | Silverio | Ligia    |
| Huéspedes | Christian | Silverio  | Vielka   | Ligia    | Ligia    | Ligia    | Ligia    | Pee Wee  | Jawy     |
| Huéspedes | Colate    | Fer       | Colate   | Gomita   | Manola   | Manola   | Fer      | Martha   | Silverio |
| Huéspedes | Ligia     | Vielka    | Pee Wee  | Tefi     | Vielka   | Vielka   | Pee Wee  | Colate   | Fer      |
| Huéspedes | Mariana   | Martha    | Gomita   | Pee Wee  | Fer      | Fer      | Colate   | —        | —        |
| Huéspedes | Roberto   | Roberto   | Natália  | Martha   | —        | —        | —        | —        | —        |
| Huéspedes | Tefi      | Tefi      | Tefi     | —        | —        | —        | —        | —        | —        |
| Huéspedes | Vielka    | —         | —        | —        | —        | —        | —        | —        | —        |
| Staff     | Burro     | Burro     | Burro    | Fer      | Tefi     | Tefi     | Jawy     | Ligia    | Tefi     |
| Staff     | Fer       | Ligia     | Ligia    | Chevo    | Colate   | Colate   | Vielka   | Tefi     | Gomita   |
| Staff     | Gomita    | Gomita    | Martha   | Colate   | Martha   | Martha   | Silverio | Gomita   | Pee Wee  |
| Staff     | Manola    | Manola    | Manola   | Manola   | Gomita   | Gomita   | Martha   | Jawy     | Colate   |
| Staff     | Martha    | Colate    | Fer      | Vielka   | Silverio | Silverio | Tefi     | Fer      | —        |
| Staff     | Natália   | Natália   | Tello    | —        | —        | Jawy     | —        | Burro    | —        |
| Staff     | Pee Wee   | Pee Wee   | Silverio | —        | —        | —        | —        | —        | —        |
| Staff     | Silverio  | Christian | —        | —        | —        | —        | —        | —        | —        |

Notas:
Participante con nombre Tachado inicialmente era parte del staff y pasó a ser huésped o viceversa.
Participante con nombre Subrayado fue elegido como el peor staff de la semana y, en los primeros cuatro ciclos, debe competir en el laberinto, entrando por lo tanto en la zona de riesgo. A partir del ciclo cinco, el peor staff tendrá que permanecer como staff la siguiente semana.